# The Girl Who Stayed at Home
The Girl Who Stayed at Home é um filme mudo do gênero dramático estadunidense em curta-metragem de 1919, escrito e dirigido por D. W. Griffith e lançado pela Paramount Pictures. Cópia do filme ainda existe.

## Elenco
- Adolph Lestina
- Carol Dempster
- Frances Parks
- Richard Barthelmess
- Robert Harron
- Syn De Conde
- George Fawcett
- Kate Bruce
- Edward Peil, Sr.
- Clarine Seymour
- Tully Marshall
- David Butler
- Joseph Scott
- E. H. Crowder
- General March